# Pseudoamauroascus australiensis
Pseudoamauroascus australiensis — вид грибів, що належить до монотипового роду Pseudoamauroascus.

## Поширення
Виокремлений з ґрунту: Південна Австралія.